# 桑利斯 (伊夫林省)
桑利斯（法語：Senlisse，法語發音：[sɑ̃lis]）是法国中北部法兰西岛大区伊夫林省的一个市镇，属于朗布依埃区。 

## 地理
桑利斯（48°41'13"N, 1°58'54"E）面积7.9 平方千米，位于法国法蘭西島大區伊夫林省，该省份为法国北部内陆省份，北起瓦兹河谷省，西接厄尔省，西南接厄尔-卢瓦省，东南接埃松省，东临上塞纳省。
与桑利斯接壤的市镇（或旧市镇、城区）包括：欧法日斯、塞尔奈城、舒瓦塞勒、伊夫林地区当皮埃尔、莱塞萨尔勒鲁瓦。

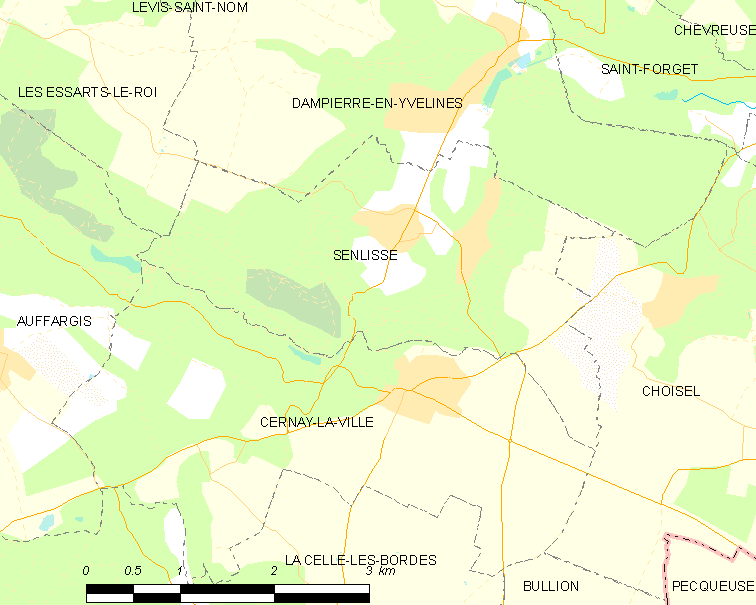
的OSM定位图

桑利斯的时区为UTC+01:00、UTC+02:00（夏令时）。

## 行政
桑利斯的邮政编码为78720，INSEE市镇编码为78590。

## 政治
桑利斯所属的省级选区为莫尔帕县。

## 人口

1962-2008年间人口变化图示

桑利斯于2022年1月1日时的人口数量为509人。